# Kruhle, Svatove
Kruhle (în ucraineană Кругле) este o comună în raionul Svatove, regiunea Luhansk, Ucraina, formată numai din satul de reședință.

## Demografie
Componența lingvistică a comunei Kruhle
     Ucraineană (90,87%)
     Rusă (8,92%)
     Alte limbi (0,21%)
Conform recensământului din 2001, majoritatea populației comunei Kruhle era vorbitoare de ucraineană (90,87%), existând în minoritate și vorbitori de rusă (8,92%).